# NGC 3207
NGC 3207 est une galaxie spirale située dans la constellation de la Grande Ourse. NGC 3207 a été découverte par l'astronome germano-britannique William Herschel en 1788.

## Caractéristiques
Sa vitesse par rapport au fond diffus cosmologique est de 7 190 ± 16 km/s, ce qui correspond à une distance de Hubble de 106,1 ± 7,4 Mpc (∼346 millions d'al).
NGC 3207 présente une large raie HI et c'est aussi une galaxie à noyau actif (AGN). Selon la base de données Simbad, NGC 3207 est une galaxie LINER, c'est-à-dire une galaxie dont le noyau présente un spectre d'émission caractérisé par de larges raies d'atomes faiblement ionisés.

## Groupe de NGC 3202

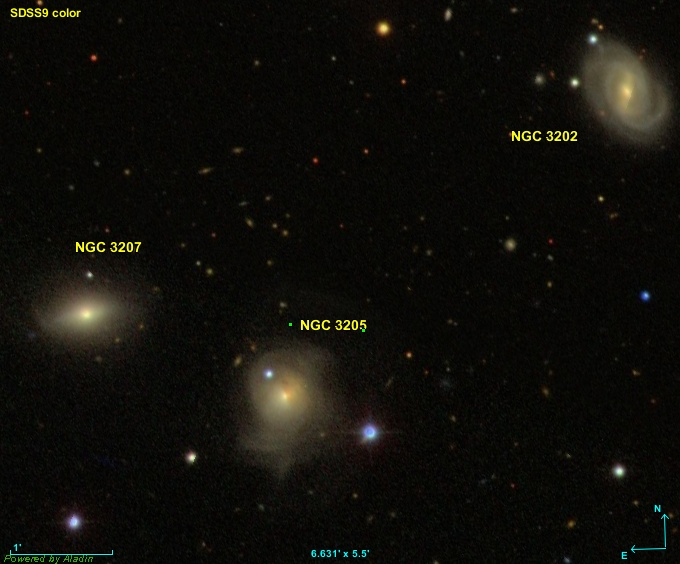
Le trio de galaxies NGC 3202, NGC 3205 et NGC 3207.

NGC 3207 fait partie d'un trio de galaxies, le groupe de NGC 3202. L'autre galaxie du trio est NGC 3205.